# Ian Kershaw
Sir Ian Kershaw (n. 29 aprilie 1943, Oldham, Anglia, Regatul Unit) este un istoric și scriitor britanic, a cărui operă se concentrează in principal pe istoria socială a Germaniei din secolul al XX-lea. Este considerat unul dintre cei mai mari experți la nivel mondial în Adolf Hitler și Germania nazistă. Biografiile sale despre Adolf Hitler sunt cunoscute în întreaga lume.